# Sinagoga Dr. Max Nordau
La Sinagoga Dr. Max Nordau, també anomenada comunitat hebrea Dor Jadash, es troba en el cor del barri de Villa Crespo, en la ciutat autònoma de Buenos Aires.

## Història
Tot i que la sinagoga va ser inaugurada en 1955, la seva història va començar en 1912, quan un grup d'immigrants procedents de diversos països d'Europa Oriental, entre ells hi havia; lituans, russos, i polonesos, van fundar un centre cultural, prop del indret on es troba actualment la sinagoga Doctor Max Nordau.
En 1923, la sinagoga es va traslladar a la seva ubicació actual, al carrer Murillo número 665, allà hi havia un héder amb 20 estudiants i un mestre. Aquell mateix any, la congregació va canviar el seu nom per anomenar-se: associació hebrea "Doctor Max Nordau", en honor al líder sionista i continuador de la missió de Theodor Herzl.
En 1985, la congregació va anomenar-se comunitat hebrea Dor Jadash (en català: "nova generació"). Els ritus es van modernitzar, Dor Jadash és una congregació conservadora.